# Mattawitchewan River
Mattawitchewan River är ett vattendrag i Kanada.   Det ligger i provinsen Ontario, i den sydöstra delen av landet, 700 km nordväst om huvudstaden Ottawa.
I omgivningarna runt Mattawitchewan River växer i huvudsak blandskog. Trakten runt Mattawitchewan River är nära nog obefolkad, med mindre än två invånare per kvadratkilometer.